# Денні Дем'яненко
Денні Дем'яненко Хіменес (англ. Danny Demyanenko Jiménez; нар. 13 липня 1994, Торонто) — канадський волейболіст українського походження, гравець збірної Канади, який грає на позиції центрального блокувальника.

## Життєпис
Народився 13 липня 1994 року в Торонто.  
Грав, зокрема, у французьких клубах «Спейсерз Тулуз Воллей» (2017—2020), «Монпельє Воллей» (2020—2024). Від сезону 2024—2025 є гравцем клубу італійської Серії А «М&Ґ Скуола Паллаволо» (M&G Scuola Pallavolo, Гроттаццоліна, комерційна назва клубу — «Юаса Беттери Гроттаццоліна» (Yuasa Battery Grottazzolina)). Серед його одноклубників, зокрема, хорват Данієль Цванціґер, хорват білоруського походження Тимофій Жуковський, італієць російського походження Олег Антонов.

### Досягнення
- чемпіон Франції 2022,
- володар Суперкубка Франції 2023[5].